# Kristina Hautala
Kristina Hautala (Tukholma, 28 de junho de 1948) é uma cantora finlandesa.
Ela representou a televisão pública finlandesa no Festival Eurovisão da Canção 1968 (realizado em Londres) com o tema Kun kello käy. Ela também é conhecida no seu país por ter feito covers em finlandês de canções famosas como  "All You Need Is Love (Rakkautta vain) " e  "You Don't Have To Say You Love Me (En koskaan)".